# Мрка шкољкара
Мрка шкољкара (лат. Hohenbuehelia geogenia) је јестива гљива. Налази се у травнатим шумама, већином на чистинама и у пољу са обода шума. Често се може наћи у скуповима до двадесетак комада. 

## Клобук
Клобук је величине од 6-14,5 cm, јако је љевкаст са обло подврнутим рубом, често звјездасто усјеченим. Валовит и радијално раздалеко ребраст. Већином централан и тада цјеловито кружан и централно постављен, тек са једне стране усјечен од руба до врха стручка; у мање заступљеним случајевима је половичан, шкољкастог до језичастог облика. Кожица је дебела и слузава. Просушена или баршунаста или са бијелом превлаком. Чоколадносмеђ са жућкастом подлогом која се ту и тамо облачасто или у мрљама пробија. 

## Листићи
Листићи су јако силазни, врло уски (2-3 милиметра) и густи, бијели или крем боје, у старијих смећкасто све шире замрљани. 

## Отрусина
Отрусина је бијела, врло обилна.

## Стручак
Стручак је 2-7/2-3,5 cm, постепено прелазећи у клобук нагоре шири. У основи је прљаво или крембијел, старењем смеђе замрљан у све већим партијама. Цијелом дужином је шупаљ. 

## Месо
Месо је танко, 2-3 милиметра, влакнато-тврдо, на пријелому пуца. Бијело је, укус благ или незнатно горак, мирис интензивно на брашно.

## Јестивост
Прилично је укусна, премда мало жилава меса. Довољно је наићи на једну колонију да се кошарица напуни. У случају да су смеђе замрљане по стручку и листићима више нису за јело).

## Сличне врсте
По облику налик на какву голему ухачу (род Otidea), којег представници спадају у потпуно другу класу, мјешинарке (Ascomycetes), немају листиће него им је химениј са горње стране „уха“. Бијела навлака говори о сродностима са обичном шкољкаром (Hohenbuehelia rependa), код нас много рјеђом. Она је мања и не расте на земљи, него на дрвету алепског бора, уз пањ и по коријену. Свјетлијег је и више сивог клобука. На Медитерану има још низ шкољкара, које се без микроскопирања тешко могу међусобно разликовати, но све су мање и ниједна није отровна.